# Acre de los Héroes (Namibia)
El Acre de los Héroes (en inglés: Heroes' Acre) es un monumento de guerra de la República de Namibia. Construido a menos de 10 kilómetros (6.2 millas) fuera de la capital Windhoek, el Acre de los Héroes se abrió el 26 de agosto de 2002 y se creó con el fin de "fomentar un espíritu de patriotismo y nacionalismo, y para transmitir un legado a las futuras generaciones de Namibia".
El Monumento Acre de los Héroes se encuentra al sur de Windhoek sobre la carretera nacional B1 a Rehoboth. Está construido como un polígono simétrico con un obelisco de mármol y una estatua de bronce del soldado desconocido en el centro. El sitio contiene una plaza de armas y una tribuna para 5.000 personas. La tumba se compone de 174 tumbas, las cuales no están todas actualmente ocupadas. 